# برنال
برنال (به اسپانیایی: Bernal) شهری در کشور آرژانتین، استان بوئنوس آیرس است که در سال ۲۰۰۹ میلادی، حدود ۱۳۰٬۷۹۰ نفر جمعیت داشته است.